# Magnus (band)
Magnus was een Belgisch dance-electroproject van dEUS-frontman Tom Barman en techno-dj C.J. Bolland, actief van 2004 tot 2018.

## Biografie
In 2004 bracht Magnus zijn eerste cd uit, getiteld The Body Gave You Everything. De eerste single Summer's here en enkele andere nummers van de cd maakten ook deel uit van de eerste langspeelfilm van Tom Barman, Any Way the Wind Blows (2003).
Magnus trad op diverse festivals op, waaronder Rock Werchter, Lowlands en de Lokerse Feesten.
In 2014 bracht Magnus een nieuwe single uit: Singing Man. Tom Smith van Editors verzorgde de zangpartij. Later werd ook nog een versie met Mark Lanegan op zang opgenomen, op diens verzoek. Een paar maanden nadat de single was uitgekomen, verscheen ook hun volgende album, Where Neon Goes to Die, waar Singing Man op staat.
In 2017 maakten Barman en Bolland bekend te zullen stoppen met Magnus. Dit ging gepaard met de release van een afscheidssingle Look at Us Now en de aankondiging van een afscheidstour. In december 2017 werd een Best of album uitgebracht met twaalf nummers. Hun afscheidsconcert vond plaats in december 2018 in de Ancienne Belgique.

## Discografie

### Albums
| Album met hitnotering(en) in de Vlaamse Ultratop 200 albums | Datum van verschijnen | Datum van binnenkomst | Hoogste positie | Aantal weken | Opmerkingen |
| ----------------------------------------------------------- | --------------------- | --------------------- | --------------- | ------------ | ----------- |
| The Body Gave You Everything                                | 06-02-2004            | 14-02-2004            | 2               | 31           |             |
| Where Neon Goes to Die                                      | 01-09-2014            | 13-09-2014            | 1(2wk)          | 37           |             |
| Look at us now                                              | 24-11-2017            | 02-12-2017            | 17(1wk)         | 1            | EP          |

### Singles
| Single met hitnotering(en) in de Vlaamse Ultratop 50 | Datum van verschijnen | Datum van binnenkomst | Hoogste positie | Aantal weken | Opmerkingen      |
| ---------------------------------------------------- | --------------------- | --------------------- | --------------- | ------------ | ---------------- |
| Summer's here                                        | 2003                  | 21-06-2003            | tip3            | -            |                  |
| Jumpneedle                                           | 2003                  | 15-11-2003            | tip16           | -            |                  |
| Singing man                                          | 09-06-2014            | 28-06-2014            | 36              | 3            | met Tom Smith    |
| Puppy                                                | 01-09-2014            | 06-09-2014            | 50              | 1            | met Tim Vanhamel |
| Catlike                                              | 02-03-2015            | 21-03-2015            | tip59           | -            |                  |
| Look At US Now                                       | 10-11-2017            | 08-11-2017            | Tip: 11         |              |                  |